# Upplands runinskrifter 117
Upplands runinskrifter 117 är en vikingatida runsten av granit vid Älvsunda herrgård, Eds socken och Upplands-Väsby kommun. Stenen står troligen på sin ursprungliga plats, i närheten av U 116. Runstenen är 1,65 meter hög och 1,40 meter bred.

## Inskriften
Translitterering av runraden:
þorfastr ' uk · ikiluk ' litu ' raisa ' stain ' iftiʀ ' keʀbiarn sun sin
Normalisering till runsvenska:
Þorfastr ok Ingilaug letu ræisa stæin æftiʀ Gæiʀbiorn, sun sinn.
Översättning till nusvenska:
Torfast och Ingelög lät resa stenen efter Gerbjön, sin son.
Kvinnonamnet Ingilaug finns även på Granbyhällen i Husby och U 508. Gæiʀʀ betyder "spjut".